# Relocalisation des activités et des biens

Stratégies d'adaptation aux changements climatiques pour diminuer les risques face à l'élévation du niveau marin pour les communautés côtières : ➀ pas de réponse ; ② protection avancée ; ③ ajustement ; ④ avancée ; ⑤ recul stratégique ; ⑥ adaptation basée sur les écosystèmes.

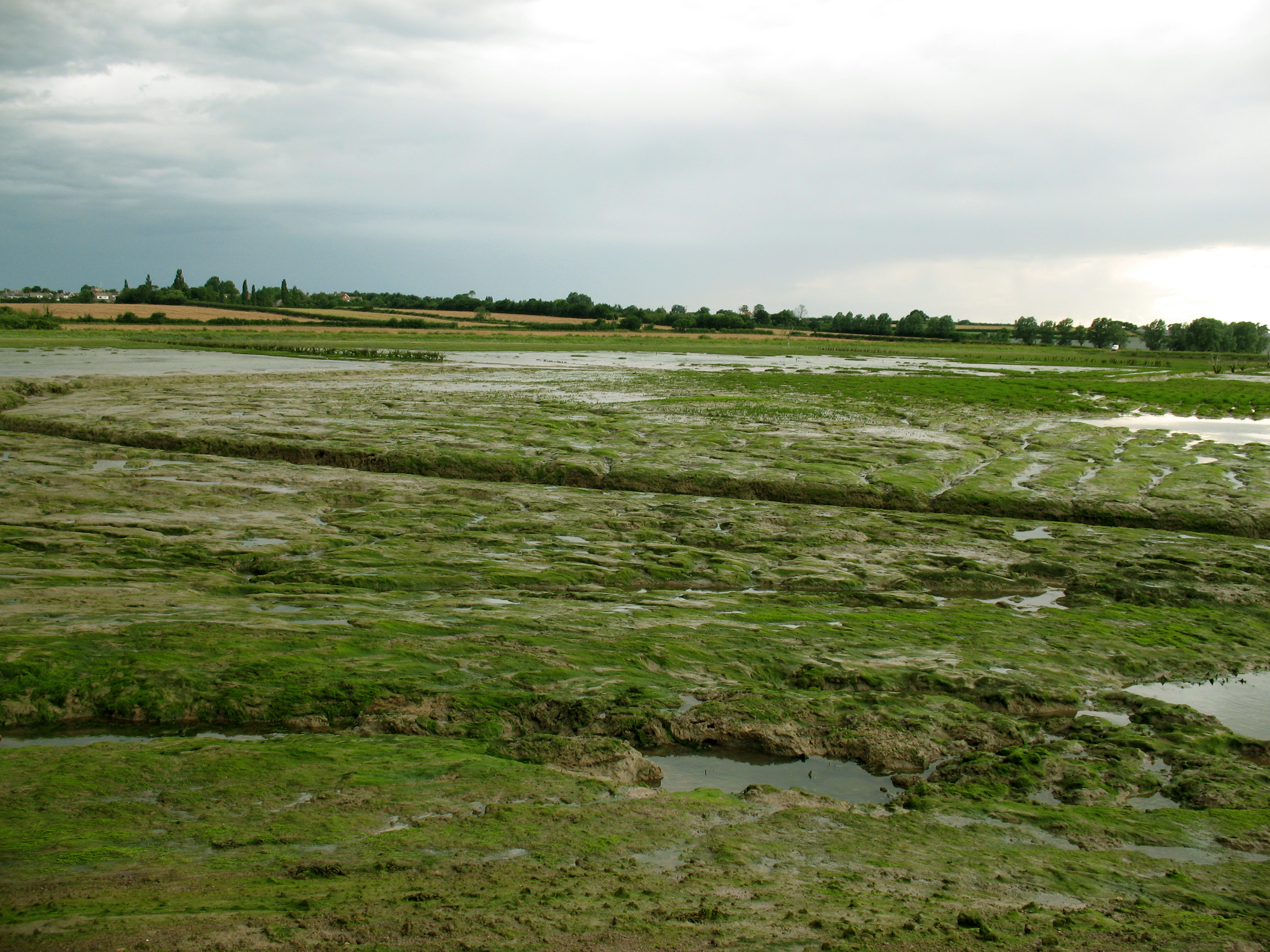
La forte érosion du schorre de Tollesbury a justifié un réalignement de ce village côtier de l'Essex.

La relocalisation des activités et des biens, appelée aussi repli stratégique, recul stratégique, retrait stratégique ou réalignement est le déplacement planifié de personnes et de constructions sur le territoire à une distance suffisante afin de les mettre à l'abri de risques qu'elles peuvent encourir (risques d'inondation, d'incendie de forêt, de sécheresse, risques littoraux liés au recul du trait de côte et à la submersion marine…). Parmi les plus connus des risques émergents figure le réchauffement climatique et ses conséquences (tempêtes, inondations, canicules, érosion du littoral) qui retiennent particulièrement l'attention des chercheurs, politiques, assureurs, et habitants impliqués dans les politiques de réimplantation d'un bâtiment ou d'une infrastructure en retrait dans un secteur non vulnérable. 
Face aux risques auxquels les sociétés plus averses tendent à vouloir s'en protéger, elles sont conduites à adopter deux stratégies d'adaptation : l'adaptation in situ peut passer par la construction d'une démarche de résilience territoriale qui consiste à protéger les zones vulnérables où sont situées les populations, les activités économiques et les ressources naturelles ; l'adaptation ex situ recourt à des solutions alternatives de relocalisation temporaire ou définitive,.
Diverses enquêtes menées sur ces stratégies permettent de mettre en évidence : une plus ou moins grande conscience du risque qui oriente les comportements d'adaptation (perceptions du risque qui vont depuis le déni total à la phobie, en passant par tous les degrés d'euphémisation — minimisation, mise à l'écart dans le temps ou l'espace qui traduisent le biais d'optimisme comparatif et constituent souvent la réaction à une dissonance cognitive — ou au contraire de surestimation), ; l'acceptabilité individuelle qui est fonction de nombreux paramètres sociodémographiques, notamment l’âge, la formation, l'expérience passée et la perception du risque, l'attachement à ses biens et aux aménités, son insertion dans les réseaux sociaux… Elle est aussi fonction des modalités de mise en œuvre (caractère d'urgence ou planifié, injonctif ou concerté, acquisition à l'amiable ou expropriation des biens menacés), de la légitimité de l'institution et des caractéristiques des zones de repli (King et al. 2014).